# 1490 en santé et médecine
| Années de la santé et de la médecine : 1487 - 1488 - 1489 - 1490 - 1491 - 1492 - 1493    |
| Décennies de la santé et de la médecine : 1460 - 1470 - 1480 - 1490 - 1500 - 1510 - 1520 |

Cet article présente les faits marquants de l'année 1490 en santé et médecine.

## Événements
- Construction, à Padoue, du premier amphithéâtre anatomique[1].
- La faculté de médecine de Montpellier institue « des cours pour les garçons des barbiers chirurgiens[2] ».
- Un hôpital Saint-Saturnin ou du Saint-Esprit, destiné aux enfants trouvés, est attesté à Orange[3],[4].
- Un hôtel-Dieu est attesté à Lihout, près de Vaucourtois en Île-de-France[5].
- Fondation d'un hôpital à Mortagne en Flandre par Guillaume de Thouars, échanson de Louis XI[6].

## Publications (seulement les éditionsprinceps)
- 12 février : Chirurgie de Lanfranc de Milan (1245-1306), traduction française  par Guillaume Yvoire, à Lyon, chez Jehan de La Fontayne[7],[8].
- 19 mai : Practica de Valesco de Tarente (es) (fl. 1382-1418), clerc et médecin portugais, professeur à Bordeaux, à Lyon, chez Trechsel[9].
- Chirurgia magna de Guy de Chauliac (1298-1368), édition latine[10] imprimée à Venise[11],[12].

- Kitab al-Tayssir d'Avenzoar (1091-1162), traduction latine sous le titre de Rectificatio medicationis et regiminis, à Venise[13].
- Œuvres de Galien, traduction latine, édition de Diomède Bonardus (fl. XVe s.), à Venise, chez Filippo Pinzi[14],[15].
- Viridarium d'Étienne Arlandi (fl. première moitié du XIVe siècle), à Barcelone, chez Pedro Posa[16].
- Anothomia de Jérôme Manfredi (1430-1493), recueil en italien d’abrégés d'auteurs anciens et modernes (Aristote, Avicenne, Mondino[17],[18]).
- Chirurgia[19] de Leonardo Bertapaglia (1380-1463), à Venise[20].
- Philosophia pauperum d'Albert le Grand (c.1200-1280), à Brescia, chez Battista de Farfengo[21].

## Naissances
- 1486 ou 1490 : Francysk Skaryna (mort en 1540 ou 1551), traducteur, imprimeur, botaniste et médecin biélorusse, reçu docteur à Padoue,  médecin de l'évêque de Vilnius et, selon certains, de l'empereur Ferdinand Ier[22].
- Vers 1490 : Pierre Aréoud (mort vers 1571), médecin et humaniste dauphinois[23].

## Décès
- 26 octobre : Michele Alberto Carrara (né en 1438), médecin et humaniste de Bergame en Lombardie, fils du philosophe et médecin Guido Carrara († 1457[24]).